# Аргутинский-Долгоруков, Пётр Михайлович
Князь Пётр Михайлович Аргутинский-Долгоруков (26 апреля (8 мая) 1850, Тифлис — 22 августа (4 сентября) 1911, Рива-дель-Гарда) — врач-педиатр, ординарный профессор и заведующий кафедрой детских болезней Императорского Казанского университета (1893—1911); один из организаторов детской клиники на медицинском факультете; автор работ об инфекционной патологии — в особенности, малярии; писатель.

## Биография
Князь Пётр Аргутинский-Долгоруков родился 26 апреля (8 мая) 1850 года в дворянской семье Тифлисской губернии. В 1869 году он окончил Тифлисскую мужскую гимназию и стал студентом физико-математического факультета Императорского Петербургского университета; уже через год он меняет ВУЗ — поступает на первый курс Императорской Петербургской Медико-хирургической академии. В 1870 году покидает и Академию, отправляясь в Германию: высшее медицинское образование и диплом доктора он получает в университете Гейдельберга.
После этого Аргутинский-Долгоруков сдал экзамены на степень доктора медицины, дававшие право на представление диссертации, в Императорском Дерптском университете. С 15 апреля 1879 по май 1884 года он находился на военно-медицинской службе в Русской императорской армии: последовательно являлся врачом для командировок, ординатором столичного Николаевского военного госпиталя и младшим врачом в 89-го Беломорском пехотном полке, расквартированном в Ревеле. В 1888 году защитил в Петербургской военно-медицинской академии диссертацию на степень доктора медицины — на тему «О способе Кjеldahl-Wilfarth’а, определение азота в органических соединениях». Начал преподавать: состоял в должности ассистента у профессора Карла Раухфуса, работавшего на столичных Высших женских врачебных курсах.
20 апреля 1893 года Аргутинский-Долгоруков был избран экстраординарным профессором на кафедре педиатрии Императорского Казанского университета; через четыре годы — 1 января 1897 — он стал ординарным профессором на той же кафедре. Начал свою врачебную деятельность в казанской «Старой клинике», где детской клинике были отведены только три комнаты, располагавшиеся на первом этаже, справа от входа. В тех же помещениях велось и преподавание для студентов: материалом «служили» как приходившие больные, так и больные стационара, рассчитанного на шесть коек. Князь стал хлопотать о строительстве в Казани специального здания для детской клиники.
Став заведующим кафедрой педиатрии — сменив на данном посту профессора Николая Толмачева (1823—1901) — Аргутинский-Долгоруков несколько лет не вносил изменений в программу курса по педиатрии. В то же время, он углубил учебную программу по туберкулезу, сфокусировав её на выявление ранних форм заболевания. В 1900 года на Арском поле было построено новое здание для детской клиники, спроектированное по павильонной системе, пропагандировавшейся профессором Раухфусем. Новая клиника включала в себя тридцать коек; отдельное деревянное здание было отведено для амбулатории, а обширный основной каменный корпус был предназначен для незаразных больных — в нём располагалась аудитория и целый ряд лабораторий.
Аргутинский-Долгоруков также подготовил для нового учреждения и весь штат сотрудников — включая нянь и технический персонал. В учебных целях в клинике было создано и хирургическое отделение, потребовавшее специального оборудования и инструментария. Заведовать данным отделением стал доктор Владимир Борман (1869—1937), будущий профессор в Омске.
Начиная с 1900 года на детские болезни в учебном плане отводились по четыре часа в неделю: из них три часа преподавал сам Аргутинский, а последний час его заменял приват-доцент. Лекции пользовались популярностью; лабораторное оборудование клиники и её рентгеновский кабинет в те годы считались лучшими в Казани. Аргутинский также создал у обширную библиотеку; среди его учеников были будущие педиатры и инфекционисты, профессора Виктор Меньшиков, Ефим Лепский и Андрей Агафонов.
Профессор Аргутинский неоднократно — в 1893, 1897, 1898, 1901 и 1903 годах — выезжал в научные командировки в Европу, используя для этого период летних каникул; так в 1903 году он имел специальную цель поездки — изучение серотерапии скарлатины и постановка борьбы с малярией. Лечил детей учёного-естествоиспытателя Владимира Вернадского. Весной того же года он стал представителем Императорского Казанского университета на IV международном Медицинском конгрессе, проходившем в Мадриде. Скончался в 1911 года, находясь на отдыхе на курорте Рива на озере Гарда (нем. Reiff am Gartsee). Согласно его завещанию, его тело было кремировано, а прах был погребен в Потсдаме.

## Работы
Профессор Аргутинский-Долгоруков преимущественно исследовал инфекционные патологии: в частности, он является автором работ, посвященных как развитию малярии у детей (о «паразитологии перемежающейся лихорадки»), так и заболеваниям щитовидной железы. В клинике проводились исследования на тему лечения скарлатины сывороткой Мозера, а также — изучалось и действие сыворотки профессора Савченко. Является автором работ об искусственном вскармливании грудных детей:
- «О способе „Kjeldahl-Wilfarth’a“, определение азота в органических соединениях» (диссертация, СПб., 1888)
- P. Argutinsky. Ueber eine regelmässige Gliederung in der grauen Substanz des Rückenmarks beim Neugeborenen und über die Mittelzellen: Hierzu Tafel XXII (нем.) // Archiv für Mikroskopische Anatomie. — 1896. — September (Bd. 48, H. 1). — S. 496–523. — ISSN 0176-7364. — doi:10.1007/BF02977441.[4]
- «Об искусственном вскармливании грудных детей»
- «Ueber Malaria im europaischen Russland» // Archiv für Hygiene, Heft 7, 1903.
- Архив биологических наук, 1903.
- P. Argutinsky. Eine einfache und zuverlässige Methode Celloidinserien mit Wasser und Eiweiss aufzukleben (нем.) // Archiv für Mikroskopische Anatomie. — 1899. — Oktober (Bd. 55, H. 1). — S. 415–419. — ISSN 0176-7364. — doi:10.1007/BF02977739.
- P. Argutinsky. Malariastudien: Hierzu Tafel XVIII-XXI (нем.) // Archiv für Mikroskopische Anatomie. — 1902. — Dezember (Bd. 59, H. 1). — S. 315–354. — ISSN 0176-7364. — doi:10.1007/BF02885004.
  - P. Argutinsky. Malariastudien Zweite Mitteilung: Zur Morphologie des Tertianparasiten (Plasmodium vivax Gr. et Fel.): Hierzu Tafel XVIII (нем.) // Archiv für Mikroskopische Anatomie. — 1902. — Dezember (Bd. 61, H. 1). — S. 331–347. — ISSN 0176-7364. — doi:10.1007/BF02977925.
- P. Argutinsky. Ueber die Gestalt und die Entstehungsweise des Ventriculus terminalis und über das Filum terminale des Rückenmarkes bei Neugeborenen I. Mittheilung: Hierzu Tafel XXIV und XXV (нем.) // Archiv für Mikroskopische Anatomie. — 1898. — Juni (Bd. 52, H. 3). — S. 501–534. — ISSN 0176-7364. — doi:10.1007/BF02975835.[5]
- К морфологии и биологии паразита малярии // Архив биологических наук. — 1903.[6]
- Методика исследования крови малярийных больных. — 1903.[7]